# Parafia Świętych Apostołów Piotra i Pawła w Pucku
Parafia pw. Św. Apostołów Piotra i Pawła w Pucku należy do archidiecezji gdańskiej. Jest jedną z 8 parafii należących do dekanatu puckiego. Proboszczem parafii jest ks. Jerzy Kunca.

## Historia parafii
Parafia w Pucku powstała prawdopodobnie w XII wieku. Wskazują na to m.in. kamienne fundamenty filarów fary pochodzące właśnie z XII wieku. W wyposażeniu ciekawa jest chrzcielnica z XIII wieku. Filary są pozostałościami po dawnym kościele romańskim, do którego przed 1309 r. dobudowano istniejącą do dziś wieżę. Obecny kościół powstał między rokiem 1330 a 1400. W latach 1556–1589 pucki kościół był w rękach luteran. Po zwróceniu świątyni społeczności katolickiej przeprowadzono solidny remont. W 1623 roku Jan Wejher, syn ówczesnego starosty puckiego Ernesta Wejhera i Anny Mortęskiej, ufundował ołtarz, w którym znalazły się obrazy Hermana Hana, uznawanego wówczas za najlepszego malarza na Pomorzu. Około roku 1800 w kościele pojawiły się istniejące do dziś ołtarze: główny z czterema przesuwanymi obrazami oraz dwa boczne: Matki Bożej i św. Antoniego. Wkomponowano w nie figury pochodzące z wcześniejszych ołtarzy. Niemal sto lat później przeprowadzono w świątyni prace budowlano-konserwatorskie. Wówczas m.in. powiększono otwory okienne, dzięki czemu można było zamontować witraże. Wymieniono również posadzkę. Obecnie świątynia przeżywa kolejną wielką renowację. Zmieniono dach kościoła, uzupełniono ubytki lica cegieł. Renowacji poddane zostały cztery ołtarze, oraz przebudowano prezbiterium. Wykonano nową posadzkę i nowe malowanie ławek.

## Kościół parafialny
Kościół parafialny św. Apostołów Piotra i Pawła jest pucką farą. Świątynia stoi nad samym brzegiem zatoki Puckiej. Jest charakterystyczną budowlą, dzięki czemu Puck jest rozpoznawany już z daleka. Podczas odpustu, 29 czerwca, odbywa się tradycyjna pielgrzymka łodziowa z portów na Mierzei Helskiej. Na wodach zatoki odbywa się nabożeństwo, będące wstępem do mszy odpustowej u stóp kościoła pod przewodnictwem biskupa. Wiernym z powiatu puckiego podczas tych uroczystości często towarzyszą turyści.